# Ken'ichirō Tokura
Ken'ichirō Tokura (戸倉 健一郎 Tokura Ken'ichirō?,  nacido el 31 de mayo de 1971 en Kanagawa) es un exfutbolista japonés. Jugaba de defensa y su último club fue el Shonan Bellmare de Japón.

## Trayectoria

### Clubes
| Club               | País  | Año         |
| ------------------ | ----- | ----------- |
| Verdy Kawasaki     | Japón | 1994 - 1996 |
| Kawasaki Frontale  | Japón | 1997        |
| Gamba Osaka        | Japón | 1998        |
| Kyoto Purple Sanga | Japón | 1999        |
| Verdy Kawasaki     | Japón | 1999        |
| Shonan Bellmare    | Japón | 2001        |

## Palmarés

### Títulos nacionales
| Título             | Club           | País  | Año  |
| ------------------ | -------------- | ----- | ---- |
| Copa J. League     | Verdy Kawasaki | Japón | 1994 |
| J1 League          | Verdy Kawasaki | Japón | 1994 |
| Copa del Emperador | Verdy Kawasaki | Japón | 1996 |